# 344
Évszázadok: 3. század – 4. század – 5. század
Évtizedek: 290-es évek – 300-as évek – 310-es évek – 320-as évek – 330-as évek – 340-es évek – 350-es évek – 360-as évek – 370-es évek – 380-as évek – 390-es évek
Évek: 339 – 340 – 341 – 342 –  343 – 344 – 345 – 346 – 347 – 348 – 349

## Események

### Római Birodalom
- Domitius Leontiust és Flavius Bonosust (nyugaton; keleten Julius Sallustiust aki április-májustól nyugaton is váltja Bonosust) választják consulnak.
- A római-perzsa háborúban először kerül sor a főerők összecsapására. Mezopotámiában a singarai csatában a rómaiak megfutamítják a szászánidákat és elfoglalják a táborukat; a perzsák azonban egy meglepetésszerű éjszakai támadással visszaveszik azt. A csata döntetlenül végződik, mindkét fél nagy veszteségeket szenved; elesik II. Sápur fia, Narsak is.
- A legenda szerint Eustorgius mediolanumi (milánói) püspök a városba viszi Konstantinápolyból a háromkirályok ereklyéit.

### Kína
- Kang császár megbetegszik és meghal. Utóda egy éves fia, Tan, aki a Mu uralkodói nevet veszi fel. A régens anyja, Csu özvegy császárné.

### Korea
- Meghal Pekcse királya, Pirju. Utóda a dinasztia rivális ágából származó Kje.

## Születések
- Ku Kaj-cse, kínai festő
- Kumáradzsíva, buddhista szerzetes, hittérítő
- Egyiptomi Mária, keresztény szent

## Halálozások
- Csin Kang-ti, kínai császár

## Fordítás
- Ez a szócikk részben vagy egészben  a(z)   344 című angol Wikipédia-szócikk ezen változatának fordításán alapul.  Az eredeti cikk szerkesztőit annak laptörténete sorolja fel. Ez a jelzés csupán a megfogalmazás eredetét és a szerzői jogokat jelzi, nem szolgál a cikkben szereplő információk forrásmegjelöléseként.